# 浪速语
浪速语是浪速人的语言，属于缅语支，主要分布在缅甸北部，有10万人使用，云南西部也有3500人使用。浪速人自称“浪峨”，景颇族景颇支系称其为“莫汝”，汉族称其为“浪速”。浪速人在中国被定为景颇族的一支，在缅甸被定为克钦族群的莫汝族。

## 分布
据戴庆厦(2005:3)，中国有5,600名浪速语使用者。另有上万名使用者散布在缅甸克钦邦东缘。
- 潞西市：营盘乡ယင်းဖန်မြို့နယ်
- 梁河县: 勐养乡မယ်ညန့်နယ်
- 陇川县：邦外乡ဖန်ဝိုင်မြို့နယ်和景坎乡ကျင်ခန်မြို့နယ်

浪速人自称lɔ̃˧˩ vɔ˧˩(浪峨)(Dai 2003:3; Dai 2010:10)

## 方言
标准浪速语方言位于克钦邦独龙江河谷东岸的Dago’（tăkoʔ）山地区。
Sawada (2017)给出了下列浪速语方言。
- Gyanno’（自称：kjɛn35 noʔ21）: 分布在绍劳镇区独龙江西岸。
- Tho’lhang（自称：tʰaʔ21 lo̰22）: 分布在绍劳镇区北部Htawlang村和其他几个村。
- Lakin（自称：lăkɛ̰22）：分布在绍劳镇区北部Lakin村。
- Lhangsu（自称：la̰ŋ53 su53；和云南省浪速不同）：分布在孙布拉蚌镇区。

### 浪宋
浪宋话分布在云龙县早阳村和表村老末和三岔。:57他们目前使用的浪宋话是一种很可能和浪速语关系密切的濒危语言。

## 更多
- Hill, Nathan, & Cooper, Douglas. (2020). A machine readable collection of lexical data on the Burmish languages [Data set]. Zenodo. http://doi.org/10.5281/zenodo.3759030
- 藪司郎 (1988). "A preliminary report on the study of the Maru, Lashi and Atsi languages of Burma." Yoshiaki Ishizawa (ed.), Historical and cultural studies in Burma, 65-132. Tokyo: Institute of Asian Studies, Sophia University.